# ناك 2
ناك 2 (بالإنجليزية: Knack II)‏، هي لعبة فيديو من نوع أكشن ومنصات، صدرت في الأسواق شهر سبتمبر 2017، وتعمل حصراً لنظام بلاي ستيشن 4، حيث صدرت لعبة ناك الجزء الأول سنة 2013، وتدعم اللعبة اللغة العربية ودبلجة اللهجة اللبنانية تحت عنوان شاطر 2.